# Songs of Innocence (album de U2)
Pour les articles homonymes, voir Songs of Innocence.
Albums de U2
U2 Duals
(2011) Songs of Experience
(2017)
Singles
1. The Miracle (of Joey Ramone)
Sortie : 15 septembre 2014
2. Every Breaking Wave
Sortie : 9 décembre 2014
3. Song for Someone
Sortie : 11 mai 2015

Songs of Innocence est le treizième album studio du groupe de rock irlandais U2. Il est sorti le 9 septembre 2014 à l'occasion d'un discours inaugural d'Apple qui présentait les nouveaux modèles d'iPhone 6 et de l'Apple Watch. L'album est exclusivement mis en ligne gratuitement sur iTunes, iTunes Radio, et Beats Music jusqu'au 13 octobre 2014, où il paraît sur support physique en magasin,.
Songs of Innocence a été enregistré à Dublin, Londres, New York et Los Angeles entre 2009 et 2014. Il est produit principalement par Danger Mouse, aidé de Paul Epworth, Ryan Tedder, Declan Gaffney et Flood. Le disque est composé de onze titres et son temps d'écoute dépasse les 48 minutes. Trois singles sont extraits de Songs of Innocence entre 2014 et 2015 : The Miracle (of Joey Ramone) qui ouvre l'album, Every Breaking Wave et Song for Someone.
Le groupe Irlandais signe avec ce disque l'œuvre la plus personnelle de sa carrière. L'album fait ressortir les premières influences de U2, en l'occurrence le punk-rock des années 1970 et la musique électronique des années 1980, permettant ainsi de mieux comprendre comment et pourquoi le groupe s'est formé. « Songs of Innocence est le disque le plus intime que l’on ait jamais fait », selon Bono.
L'album a reçu des jugements contrastés de la presse avec une note globale de 64/100 rassemblée par Metacritic sur la base de 32 critiques mondiales. Il a aussi été n°1 des ventes dans plusieurs pays européens notamment en France et n°9 seulement à sa sortie aux États-Unis, son classement le plus faible depuis The Unforgettable Fire en 1984.
Compte tenu du fait que dans sa période de gratuité, ce disque arrive directement sur les différents appareils Apple des utilisateurs possédant un compte iTunes, il détient un record inédit, puisqu'il est ainsi proposé à plus de 500 millions d'utilisateurs. Selon Bono, 38 millions de personnes ont écouté l'album depuis sa sortie, un chiffre important invérifiable. Apple révèle en début octobre 2014 que 81 millions d'internautes auraient « expérimenté » le disque du groupe U2 et que 26 millions d'entre eux ont déjà téléchargé l'album.
En 2015, le disque a obtenu une nomination pour le meilleur album rock aux Grammy Awards, mais n'a pas remporté le prix. Il est suivi par la tournée Innocence + Experience Tour qui a eu lieu du 14 mai 2015 au 7 décembre 2015. Songs of Innocence est actuellement l'album de U2 le moins bien vendu de son histoire, même s'il est disque de platine en Italie et d'or en France.

## Historique

### Enregistrement et lancement du disque
En février 2009, en pleine promotion de No Line on the Horizon, Bono annonce que U2 sortira la suite de cet album en fin d’année. L'opus devrait s’appeler Songs Of Ascent et le premier single Every Breaking Wave. Mais ce projet restera sans suite. En 2010 et 2011, le compositeur et DJ américain Danger Mouse commence au Electric Lady Studios à New York la production du nouvel album des Irlandais, prévu selon les rumeurs pour 2013. La star de U2 confirme : « on a fait près de 12 chansons avec lui... »

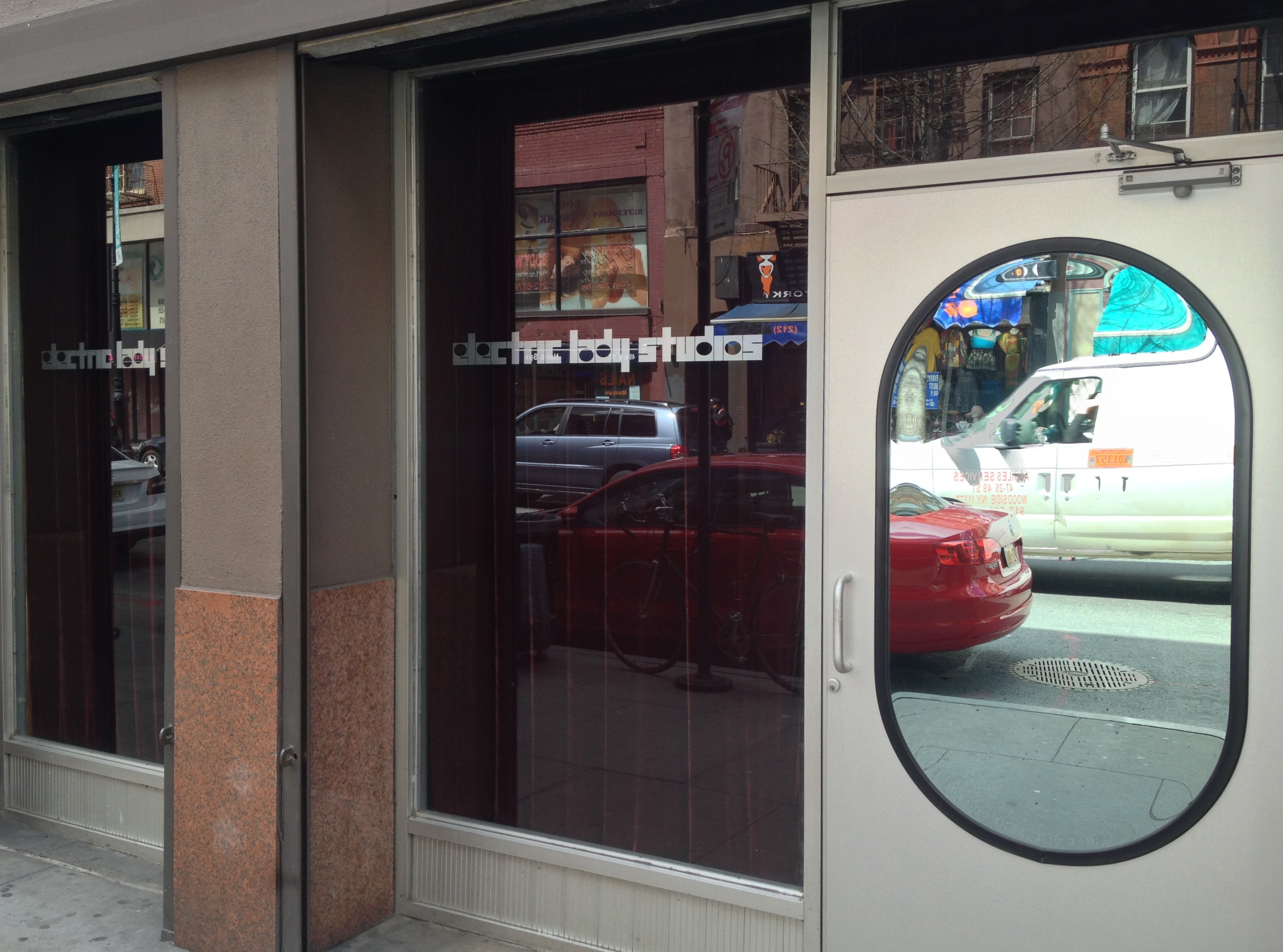
U2 a enregistré quelques chansons avec Danger Mouse au Electric Lady Studios à New York.

La sortie de l'album sera pourtant repoussée régulièrement. En 2013, The Edge, Adam Clayton, Larry Mullen et le manager du groupe Paul McGuinness disent ouvertement que le disque est achevé, qu’ils sont prêts, qu’il ne reste qu’à le fignoler. Ainsi, dans une interview en mars de cette année, Adam Clayton révèle que le groupe souhaite sortir cet album à la rentrée, voire à l'automne prochain. En juin, le magazine américain The Hollywood Reporter confirme sur son site, la sortie du disque dans les mois à venir. Mais, fin 2013, Bono fait taire tout le monde en disant que « le groupe ne se sent contraint par rien ni personne sur la date de sortie de leur prochain opus ». Entre-temps, U2 a enrôlé Ryan Tedder, Paul Epworth, Declan Gaffney et Flood au côté de Danger Mouse, pour les aider à terminer l'album. Ryan Tedder retravaille notamment Every Breaking Wave en y ajoutant un nouveau refrain mélodique.

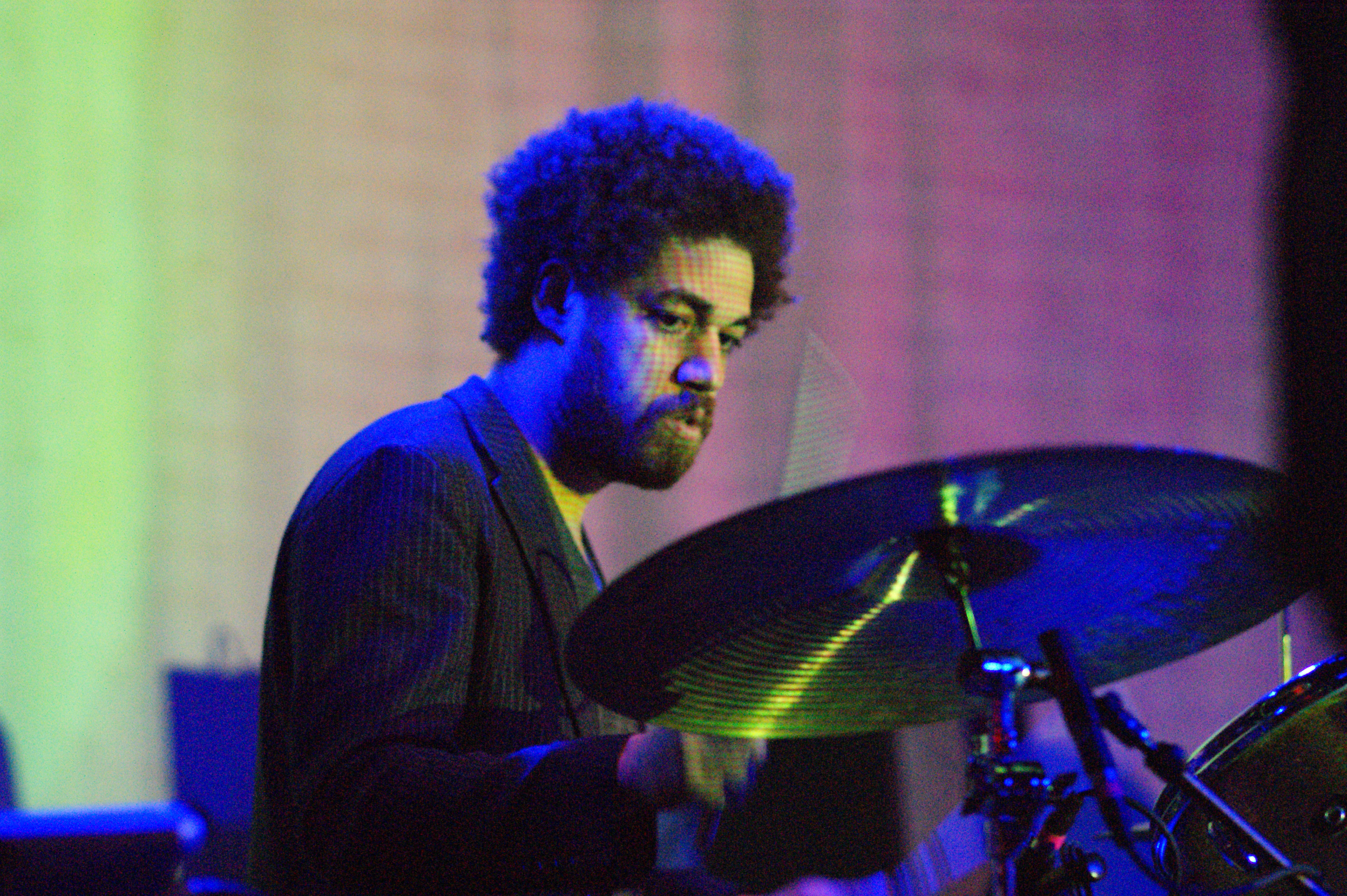
Danger Mouse, principal producteur de Songs of Innocence.

Envoyés en éclaireurs, mais non inclus dans le prochain disque, les singles Ordinary Love (29 novembre 2013) et Invisible (2 février 2014), sans être des morceaux éblouissants, redonnent le sourire et espoir aux fans. U2 est de retour, le groupe semble affûté et prêt à en découdre. Bono parle d’une sortie avant l’été, sous réserve des habituelles précautions. The Edge laisse espérer tout le monde en disant qu’il n’aura pas de vacances et que sa fin d’année sera « très chargée ». Puis à la cérémonie des Oscars, Bono parle d’un projet avec deux albums : Songs of Innocence qui arrive et le futur Songs of Experience. L'album est achevé  à Malibu en Californie le 2 septembre 2014, une semaine avant sa sortie. Volcano étant la dernière chanson que U2 a travaillée.
Intitulé initialement Songs of Ascent puis 10 Reasons to Exist, l'album paraît le 9 septembre 2014 en téléchargement digital et le 10 octobre en sortie physique, soit plus de cinq ans après No Line on the Horizon. Le single promotionnel est The Miracle (of Joey Ramone). La « surprise » est que toute personne ayant un téléphone ou un ordinateur équipé du logiciel Apple requis, découvre que Songs of Innocence a été ajouté à la section achat de sa bibliothèque iTunes.

### Une promotion «polémique»
U2 noue un juteux partenariat avec Apple pour proposer Songs of Innocence en téléchargement gratuit sur iTunes jusqu'au 14 octobre 2014. Eddy Cue, le vice-président senior des services et logiciels internet chez Apple explique :  « U2 tient une place importante dans l’histoire musicale d’Apple et nous sommes ravis de faire de la sortie de l’album Songs of Innocence la plus importante sortie qui soit. » Il ajoute : « Aujourd’hui, nous avons l’opportunité de partager notre passion pour la musique en offrant cet excellent album aux plus de 500 millions de clients iTunes dans le monde ». Si beaucoup de fans louent l'initiative, d'autres dénoncent un achat forcé, puisque le disque a glissé d'office dans la bibliothèque des utilisateurs d'iTunes. Face au tollé, Apple a rapidement créé sur son site une page spéciale permettant de supprimer Songs of Innocence. Bono a présenté ses excuses pour ce geste maladroit. Ce qui n'empêchera pas l'album, lors de sa sortie physique, d'entrer directement numéro un dans plusieurs pays du monde, notamment en France.

Dans ses mémoires en 2022, Bono assume que c'était son idée d'offrir l'album aux utilisateurs et fit son mea culpa à la suite des réactions mitigées.

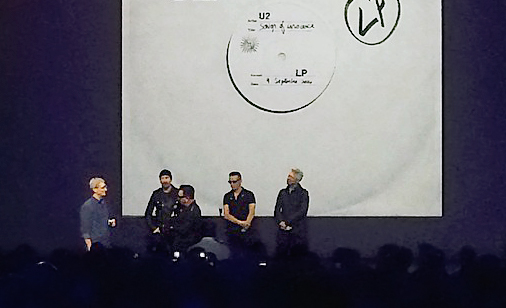
Tim Cook, PDG d’Apple, et les membres de U2 sur scène lors de l’annonce de l’album.

## Caractéristiques artistiques

### Analyse du contenu
Songs of Innocence est le treizième album studio de U2. Produit principalement par Danger Mouse, il est composé de 11 chansons, de genre rock et sa durée d'écoute est de 48 minutes et 11 secondes.
Une journée avant le lancement de l'opus, Bono s'entretient avec Gus Wenner de Rolling Stone. « Nous avons cherché à créer un album personnel », explique le chanteur. « Tenter de comprendre plus en détail la formation de notre groupe, les relations liées au groupe, notre amitié, nos amours, nos familles (...). »
Songs Of Innocence s’inspire donc de la jeunesse des membres de U2 à Dublin, les endroits où ils déambulaient, les amis qu’ils se sont faits, les artistes et la musique qu'ils ont écoutés. Ainsi, The Miracle (of Joey Ramone) et l'électro rock This is Where You Can Reach Me Now rendent hommage à Joey Ramone et Joe Strummer tandis que Sleep like a baby tonight démarre par un son très new wave.

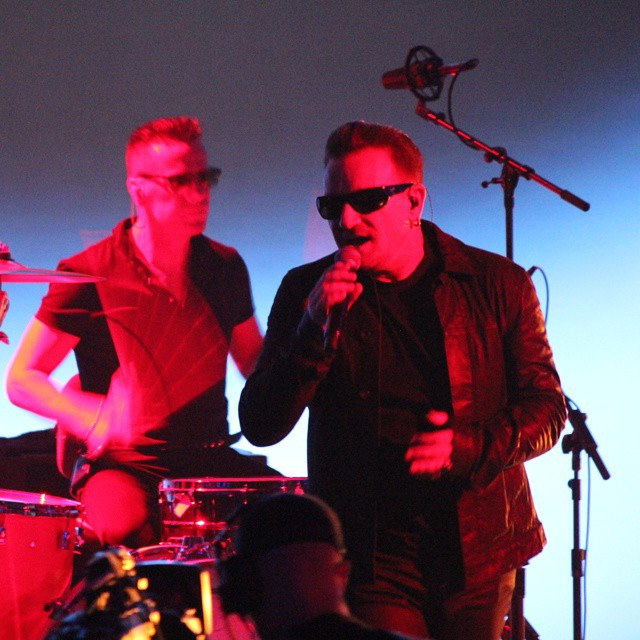
Le 9 septembre 2014, en clôture de la journée de présentation des nouveaux produits Apple, au Flint Center de Cupertino (Californie), U2 a interprété son premier single, The Miracle (of Joey Ramone).

En ouverture de disque, The Miracle (of Joey Ramone) est un morceau rock qui fait référence à Joey Ramone. C'est le premier single de l'album, publié le 15 septembre 2014. Dans la chanson, Bono définit Joey comme « un miracle, auteur du son le plus beau qui il n'ait jamais entendu. » Andrew Mueller, journaliste à Uncut, dit que le « glam tapageur, post-moderne et post-punk, ressemble aux Pixies jouant T.Rex ».  
Deuxième single de Songs Of Innocence, Every Breaking Wave est une chanson issue des sessions de No Line on the Horizon, mais qui a été retravaillée.  C'est un titre pop, avec en introduction, des notes de guitare de The Edge qui renvoient au début de With or Without You. Pour le clip officiel de la chanson, U2 propose un court-métrage émouvant au cœur de l’Irlande du nord des années 80 et des terribles batailles liées à l’indépendance et aux affrontements entre communautés religieuses.
Dans California (There Is No End To Love), U2 marche sur les traces des Beach Boys avec du piano, des claviers, des chœurs (inspirés de la chanson Barbara Ann) et un refrain très pop avec des "oh oh oh" à la Coldplay. Le morceau évoque le premier voyage du groupe dans le Golden State.
Troisième single de l'album, Song For Someone est une ballade introduite  par une guitare acoustique avec beaucoup d'émotion dans la voix de Bono. Dans une interview accordée en 2014 au magazine Rolling Stone, ce dernier a expliqué qu’il avait écrit ce morceau pour son épouse Ali, qu’il avait rencontrée, alors adolescent. Quant au clip vidéo, il retrace la sortie de prison d’un homme libéré (joué par Woody Harrelson) après de longues années derrière les barreaux.
Écrite en hommage à la mère de Bono décédée d'une hémorragie cérébrale en 1974, Iris (Hold Me Close) voit The Edge imposer toute sa singularité sur cette chanson, qui confirme  le format pop de Songs Of Innocence et le son plus propre imposé par Danger Mouse. C'est le titre de l'album avec Cedarwood Road à avoir été interprété le plus souvent dans les tournées Innocence + Experience Tour et  Experience + Innocence Tour en 2015 et 2018. 
Volcano est un morceau Pop rock où l'on sent, au début du morceau, l'influence de Chrissie Hynde des Pretenders. Grosse introduction à la basse d'Adam Clayton, le pont, puis le refrain guère convaincant où Bono s’exclame « Vol-ca-no » avec une voix de fausset. Le thème de la chanson est le désarroi de l’adolescent face à la perte de sa mère, un sentiment de colère et d’injustice transpire.

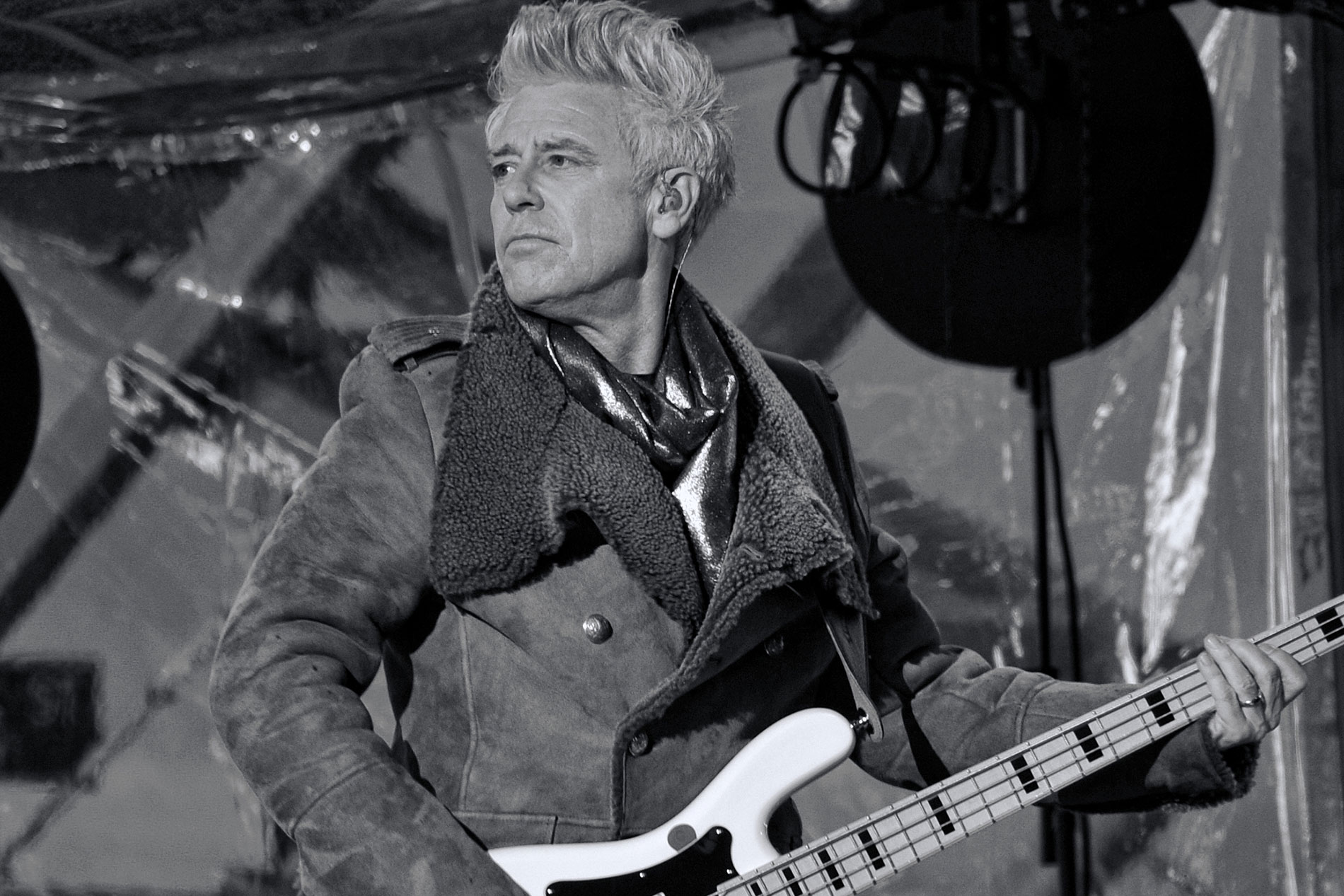
Adam Clayton en 2014

Raised By Wolves a une intro très rock où les notes de claviers et la guitare de The Edge plantent des atmosphères épiques et un refrain proche de l'époque October-War. Le sujet de la chanson est une voiture piégée par des terroristes à Dublin qui a fait 33 morts le 17 mai 1974.
Cedarwood Road est plus agressif, avec en ouverture, un riff de The Edge proche du hard rock des années 1970 avant que Bono n'emmène la chanson sur des territoires moins hostiles, celles des rues de son enfance. Le texte dit : « Du nord au sud, de l’autre côté de la rivière / C’est un long chemin par ici / Tout le vert et tout l’or / La douleur que tu caches, la joie que tu étreins / La fierté la plus insensée qui t’incite à quitter / Les hauteurs de Cedarwood Road, Cedarwood Road. ».
Sleep Like a Baby Tonight est une accusation forte et venimeuse d'un prêtre prédateur (« Tes yeux aussi rouges que Noël/Tes vêtements violets pliés sur la chaise de la cuisine ») et de l'Eglise qui le protège (« Sans lumière du jour/ il n'y a pas de guérison ») sur fond de berceuse goth. Tom Doyle, du magazine Q, estime que le morceau comporte des « poussées synthétiques » qui rappellent celles de Kraftwerk .
Dans This is Where You Can Reach Me Now, un reggae/pop à la Clash, on retrouve la jeunesse de U2 mêlée au style si reconnaissable du producteur Danger Mouse. Au début du morceau, on entend des oiseaux s'envoler, comme un clin d'oeil au titre Unknown Caller de l'album No Line on the Horizon. La chanson est inspirée par un concert des Clash, vu en 1977[réf. nécessaire].
En conclusion du disque, The Troubles est une chanson aux atmosphères troublantes. Sur le refrain, Bono est accompagné par une mélodie légèrement orientale aux claviers et un chœur féminin assuré par Lykke Li. La chanteuse suédoise répète souvent cette phrase : Somebody stepped inside your soul). The Troubles, est décrit par la star de U2 comme "une chanson inconfortable sur la violence domestique".

### Pochettes de l'album
La pochette des copies iTunes de l'album a été créée par MAD Agency London pour ressembler à l'emballage en « White label » couramment utilisé pour les pressages promotionnels de disques 33 tours. L'artwork, un « anti-cover design », est un hommage au format promotionnel du vinyle qui était populaire à la fin des années 1970 et au début des années 1980, une période à laquelle U2 fait référence sur l'album. Donc, pas de photo sur cette pochette, le nom du groupe, Songs of Innocence écrit à la main, le tout sur le fond blanc d’une pochette vinyle vintage. 
L'édition physique de Songs of Innocence a été réalisée par le photographe Glen Luchford. On y voit Larry Mullen Jr., le batteur du groupe, enlaçant son fils de 18 ans, Elvis. Cette couverture est un clin d’œil à Boy et à War, les premier et troisième albums des Irlandais. Larry Mullen explique ce choix en interview au Parisien : « Moi qui ai toujours voulu rester en retrait et modeste... Sa mère n'aime pas trop d'ailleurs [rires]. Mais ce fut un moment fort pour nous deux et l'image est belle, s'accrocher à son enfance, à son innocence. Mais qui s'accroche à qui, le fils ou le père, je ne sais pas [rires]. »
Fin avril 2015, l'homme politique russe Alexander Starovoitov (en) qualifie la pochette du dernier album de U2 de « propagande gay » et accuse Apple et le groupe d'avoir violé la loi russe interdisant « la propagande gay en direction des mineurs ».

## Critiques
À la sortie de l'album, les avis sont mitigés. Le disque reçoit malgré tout la note de 64/100 chez Metacritic sur le base de 32 critiques collectées, ce qui indique des « critiques généralement favorables ». 
David Fricke de Rolling Stone écrit que « Songs of Innocence est le triomphe d'une renaissance dynamique et ciblée : 11 morceaux de ravissement direct sur les joies salvatrices de la musique, puisant dans la longue palette d'influences de U2 et explorant le rock post-punk, l'électronique industrielle et la musique de danse contemporaine. » Dans le New York Times, Jon Pareles déclare qu'il trouve « le disque agréable pour son style musical grandiose et ses paroles nostalgiques et émotionnellement variées ». Dans un article au NME, Ben Patashnik estime qu' : « il ne contient que quelques moments forts. Iris (Hold Me Close), sur la mère de Bono, est de loin le meilleur morceau, une ode mélancolique qui refond les plus beaux moments du groupe en sonorités intemporelles... C'est l'un des rares moments où Bono n'a pas l'air d'en faire trop. La tendre Song For Someone parvient à rester sobre comme Every Breaking Wave. Elle est subtile et sensible et montre que U2 est encore capable de miracle. The Troubles est parcouru de paranoïa, mais rate l'occasion de s'épanouir en quelque chose de superbement noir... » Tom Doyle de Mojo pense que Songs of Innocence est « l'album de U2 le plus étonnamment frais, énergique et cohérent depuis des années [...]. Le résultat est leur meilleur album et le plus complet sur le plan thématique depuis  Achtung Baby. En se tournant vers leur passé, U2 a retrouvé son chemin vers le futur. » À l'inverse, Pitchfork parle d'un disque « dépourvu de tout propos artistique [..] d'un message vide ».
En France, dans une chronique positive du disque, le 10 septembre 2014, Olivier Nuc journaliste au Figaro dit notamment ceci : « Si l'on retrouve la patte caractéristique de The Edge sur plusieurs titres, ses guitares empruntent parfois les textures de Jack White, en particulier sur les morceaux les plus dépouillés, qui constituent la plus grande réussite de ce disque. U2 n'avait pas sonné aussi inspiré depuis bien longtemps, comme si ce retour aux sources avait permis au groupe de mesurer ses forces. Pendant la conception du disque, Bono et The Edge nous avaient confié chercher toutes les bonnes raisons de continuer l'aventure. Il semblerait que ce voyage dans leur passé leur ait permis de trouver la clé. » De son côté, le journal Le Monde parle de disque « inégal » qui « concentre des chansons inspirées par leurs jeunes années ». Plus durement, Thomas Burgel dans Les Inrockuptibles critique vertement la méthode de promotion et le partenariat avec Apple  et qualifie le disque de « mauvais » décrivant « une caricature boursouflée de rock pour stades ou pour supermarchés », « un disque sans saveur, ni odeur ».

## Sortie
Mis en ligne gratuitement sur iTunes, iTunes Radio et Beats Music le 6 septembre 2014, l'album paraît le 10 octobre 2014 sur support physique en magasin,.

### Formats disponibles
Le 10 octobre 2014, l'album est disponible en trois formats : 
- Format Digipack 2 CD : avec 2 livrets de 16 pages, l'album de 11 chansons sur le CD1 plus des chansons bonus sur le CD2, y compris une session acoustique de 6 chansons.
- Format double vinyle blanc de 180g comprenant l'album de 11 chansons sur les faces 1, 2 et 3 avec le titre bonus The Crystal Ballroom 12" Mix sur la face 4.
- Format CD simple avec un livret de 24 pages qui accompagne l'album de 11 chansons.

## Ventes
Après cinq semaines de téléchargement gratuit, l'album est entré directement à la place de numéro 1 en France lors de sa sortie en début octobre 2014. Songs of Innocence est resté deux semaines no 1 en France. Au 10 décembre 2015, le disque s'est vendu à 185 000 exemplaires environ dans le pays. L'album est entré aussi à la première place aux Pays-Bas, en Espagne, en Italie, au Portugal (ou il est resté no 1 trois semaines), en Pologne et en Croatie. Pour le reste, il s'est classé à la 2e place en Irlande, en Belgique, en Allemagne et en Suède, au 4e rang en Écosse, à la 5e place au Canada, au 6e rang au Royaume-Uni, en Norvège et en Nouvelle-Zélande, en 7e position en Australie, à la 10e place en Finlande, et au 13e rang en Hongrie. Enfin, il est entré à la 9e place aux États-Unis, le moins bon score pour un album de U2 dans ce pays depuis The Unforgettable Fire (13e) en 1984. A ce jour, Songs of Innocence s'est écoulé à seulement 1,1 million d'exemplaires à travers le monde.

## Nomination aux Grammy Awards
Lors de la 57e cérémonie des Grammy Awards à Los Angeles le 8 février 2015, Songs of Innocence a reçu une nomination pour le meilleur album rock. Mais c'est Beck avec son album Morning Phase qui a remporté le trophée. 

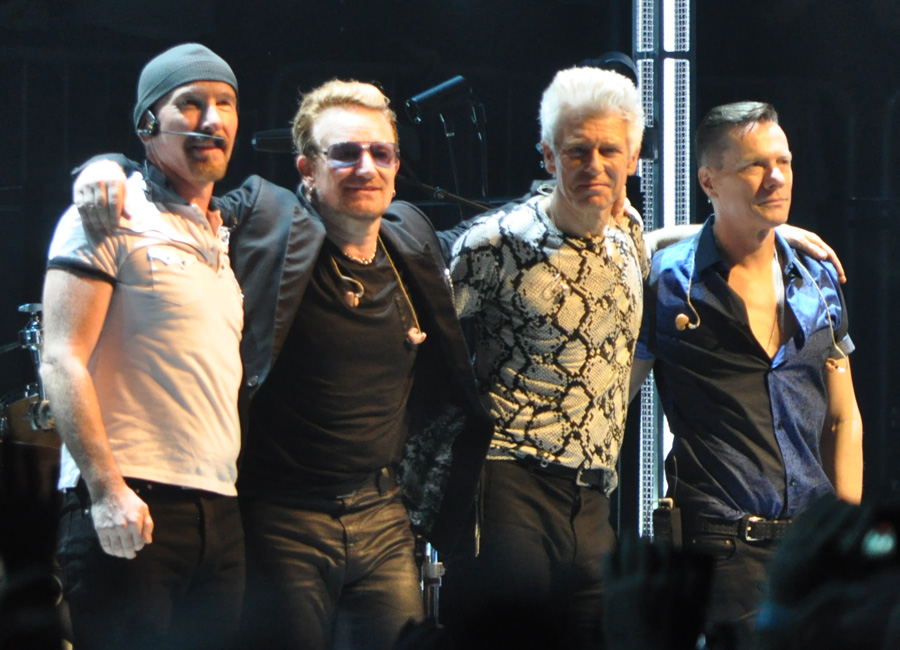
U2 en 2015

## Suite de l'album
À peine Songs of Innocence sorti, Bono annonce la publication dans un avenir proche d'un nouveau disque appelé Songs of Experience. Il explique que les titres de ces deux albums sont des références au poète britannique William Blake qui a écrit Songs of Innocence and of Experience. L'album sort en décembre 2017.

## Tournée 2015
La tournée promotionnelle de l'album, nommée Innocence + Experience Tour, débute le 14 mai 2015 à Vancouver au Canada et se termine à Paris le 7 décembre 2015. Elle traverse uniquement l'Europe et l'Amérique du Nord pour un total de 76 concerts.

## Liste des titres
Toutes les paroles sont écrites par Bono et The Edge, toute la musique est composée par U2.
| 1.    | The Miracle (of Joey Ramone)         | Danger Mouse, Paul Epworth, Ryan Tedder | 4:16 |
| 2.    | Every Breaking Wave                  | Danger Mouse, Tedder, Declan Gaffney    | 4:13 |
| 3.    | California (There is No End to Love) | Gaffney, Epworth, Danger Mouse          | 4:00 |
| 4.    | Song for Someone                     | Tedder, Flood                           | 3:47 |
| 5.    | Iris (Hold Me Close)                 | Epworth, Tedder, Danger Mouse           | 5:20 |
| 6.    | Volcano                              | Gaffney, Epworth                        | 3:15 |
| 7.    | Raised by Wolves                     | Gaffney, Danger Mouse                   | 4:06 |
| 8.    | Cedarwood Road                       | Danger Mouse, Epworth                   | 4:26 |
| 9.    | Sleep Like a Baby Tonight            | Danger Mouse                            | 5:02 |
| 10.   | This Is Where You Can Reach Me Now   | Danger Mouse                            | 5:06 |
| 11.   | The Troubles (featuring Lykke Li)    | Danger Mouse, Gaffney                   | 4:46 |
| 48:11 |                                      |                                         |      |

| 12. | Lucifer's Hands | 3:55  |
| 13. | The Crystal Ballroom                                                                                                   | 4:40  |
| 14. | The Troubles (Alternative version)                                                                                     | 4:32  |
| 15. | Sleep Like a Baby Tonight (Alternative Perspective Mix by Tchad Blake - contient également Invisible en morceau caché) | 10:28 |

| 16. | The Crystal Ballroom (remix par Tchad Blake) |  |

## Crédits
| U2 - Bono – chant, claviers (1, 3-5, 7, 9-11), guitare (1, 6, 9), dulcimer (2) - The Edge – guitare, claviers (1-8, 10, 11), programmation (5) chœurs - Adam Clayton – basse, claviers (5) - Larry Mullen, Jr. – batterie, percussions, chœurs (3, 10) | Personnel technique - Danger Mouse – production (1-3, 7-11), production additionnelle (5) - Paul Epworth – production (1, 3, 5, 8), production additionnelle (6) - Flood – production (4) - Declan Gaffney – production (3, 6, 7), production additionnelle (2, 11) - Ryan Tedder – production (1, 2, 4, 5) |

Musiciens additionnels
- Brian Burton – claviers (1, 2, 7-11), programmation (7), percussions additionnelles (10), arrangements des chœurs (6)
- Ryan Tedder – claviers (1, 2, 4, 5), programmation (1), guitare acoustique (1)
- Paul Epworth – claviers (1, 3, 8), programmation (1), percussions additionnelles (1), claquements de mains (6), guitare slide (8)
- Flood – claviers (4)
- Declan Gaffney – guitare acoustique (1, 6), claviers (2-8, 10, 11), programmation (3, 7, 9), chœurs (3, 10), claps (6), percussions additionnelles (7), effets vocaux (7)
- Lykke Li – chant (11)
- "Classy" Joe Visciano – claps (6), chœurs (10)
- Leo Pearson – claviers (9)
- Caroline Dale – violoncelle (11), arrangement des cordes (11)
- Natalia Bonner – violon (11)
- Greg Clark – chœurs (1, 6)
- Carlos Ricketts – chœurs (1, 6)
- Tabitha Fair – chœurs (1, 6)
- Kim Hill – chœurs (1, 6)
- Quiona McCollum – chœurs (1, 6)
- Nicki Richards – chœurs (1, 6)
- Everett Bradley – chœurs (1, 6)
- Bobby Harden – chœurs (1, 6)
- Ada Dyer – chœurs (1, 6)